# Kouty (okres Třebíč)
Obec Kouty (německy Kouty, Kaut) se nachází v okrese Třebíč v Kraji Vysočina. Leží asi 15 km jihovýchodně od Jihlavy. Žije zde 404 obyvatel.
Sousedními obcemi sídla jsou Svatoslav, Červená Lhota, Čechtín, Radošov a Chlum.

## Geografie
Kouty prochází silnice II/403 z Chlumu k silnici II/351, ta pak spojuje přes území obce Čechtín a Kamenici. Západně z Koutů pak vede silnice k Pavlovskému mlýnu a do Radošova. Ze západu na sever přes Kouty vede modrá turistická stezka.
Území Koutů je značně kopcovité, severní okraj obce je zalesněný nad údolím zdrojnice Chlumského potoka, severně od Tvarůžkova rybníka je malý les, východní hranice je tvořena Svatoslavským lesem, tj. i tam se nachází izolované zalesněné plochy. V jižní části území nad údolím Leštinského potoka se také nachází lesy. Zbytek území je zemědělsky využíván, jen část bývalého areálu JZD je průmyslově využívána. 
Severní hranice je tvořena zdrojnicí Chlumského potoka, ta se kousek od území obce stéká s Chlumským potokem, na východním okraji vesnice se nachází Tvarůžkův rybník, z něj vytéká zdrojnice Koutského potoka, který pramení ve středu vesnice, na jižním okraji území obce se vlévá do Leštinského potoka. Východně od Koutů v lese u hranice území obce pramení potok Smrček, ten posléze tvoří velkou část východní hranice území obce, na jižní hranici se pak vlévá do Leštinského potoka. Západní hranici území obce tvoří nepojmenovaný potok, který se také na jižním okraji území vlévá do Leštinského potoka. 
Území Koutů se od severu k jihu (k údolí Leštinského potoka) postupně svažuje, na severním okraji obce se nachází nepojmenovaný kopec s kótou 642 m, východně od vesnice se nachází nepojmenovaný kopec s kótou 574 m a nad údolím Leštinského potoka se nachází nepojmenovaný kopec s kótou 535 m. 
Zastavěné území obce se nachází prakticky přesně uprostřed území obce, na západním okraji obce kolem roku 2020 proběhla výstavba nových rodinných domů. Západně od obce se na Pavlovském potoce nachází Pavlovský mlýn, jižně od hranic se nachází mlýn Leština.

## Historie
Obec byla založena benediktinským klášterem v Třebíči pravděpodobně v 2. polovině 13. století, ačkoliv první písemná zmínka o obci pochází z roku 1416, kdy je zmíněna zástava obce Otíku Štítkovici z Vranína.
Až do 15. století byly Kouty majetkem kláštera, v 15. století byly dány do zástavy a roku 1436 žil v Koutech Dobeš z Opatova, roku 1447 je v obci uváděna Anna z Kůtův. Posléze (asi v roce 1490, stejně jako sousední Chlum) byly Kouty vykoupeny ze zástavy Vilémem z Pernštejna a tak se vrátily zpět do majetku kláštera. Roku 1885 v obci vypukl velký požár, kdy shořely tři čtvrtiny domů ve vsi. V roce 1886 byla v obci založena škola. Roku 1905 byla postavena silnice mezi Bransouzemi a křižovatkou nedaleko vesnice. Během první světové války zemřelo celkem 16 mužů z Koutů, v roce 1933 byl zemřelým odhalen pomník.
V roce 1929 byly na návsi vesnice vysázeny lípy a roku 1932 pak do vsi byla přivedena elektřina. O rok později pak byla postavena hasičská zbrojnice a roku 1935 pak také záložna. Roku 1947 byla do vesnice zavedena linka autobusu z Třebíče. V roce 1948 měla začít stavba kulturního domu ve vsi, pro tyto účely byl zakoupen dřevěný dům z Jihlavy, z kterého se měl postavit kulturní dům, ale nakonec tento byl prodán do Přímělkova, kde z něj byl postaven kulturní dům. V roce 1950 se však začal stavět kulturní dům i v Koutech, jeho stavba byla dokončena v roce 1959. V roce 1956 bylo v obci založeno JZD a o rok později také jednota TJ Sokol.
Mezi lety 1961 a 1962 pak byla ve vsi postavena budova jednoty a pak také byla roku 1977 postavena budova s ordinací lékařů, pohostinstvím a kanceláří úřadu. Roku 1973 pak také bylo JZD v obci sloučeno s JZD v Chlumě a s JZD v Radošově. A v roce 1979 byla dokončena stavba obecního vodovodu. V roce 1985 pak byla postavena silnice skrz obec a v roce 1986 byla otevřena mateřská škola. Roku 1987 pak bylo postaveno koupaliště v obci a v roce 1996 byla opravena budova základní školy. Roku 2002 byla zahájena plynofikace vesnice, ta byla dokončena v roce 2004 a následně byly opraveny chodníky a cesty ve vsi. Roku 2008 získala obec povolení k použití znaku a praporu obce, v létě téhož roku byl prapor a znak slavnostně vysvěcen a také byla rekonstruována mateřská škola a pomník padlým v první světové válce. V roce 2011 byla rekonstruována víceúčelová budova v obci.
Do roku 1849 patřily Kouty do třebíčského panství, od roku 1850 patřily do okresu Jihlava, pak od roku 1855 do okresu Třebíč. V roce 1976 byl pod správu obce začleněn Radošov, ten se oddělil opět v roce 1990.

## Život v obci
Obec disponuje kulturním domem, který slouží ke společenským akcím. Dříve byly v obci velmi oblíbené taneční zábavy.
Pod obcí bylo vybudováno betonové koupaliště, kde je možné se v letních měsících osvěžit. V obci se nachází obchod s potravinami a hostinec.
| Rok            | 1869 | 1880 | 1890 | 1900 | 1910 | 1921 | 1930 | 1950 | 1961 | 1970 | 1980 | 1991 | 2001 | 2011 | 2021 |
| -------------- | ---- | ---- | ---- | ---- | ---- | ---- | ---- | ---- | ---- | ---- | ---- | ---- | ---- | ---- | ---- |
| Počet obyvatel | 416  | 496  | 507  | 488  | 505  | 511  | 461  | 401  | 426  | 374  | 402  | 391  | 396  | 396  | 367  |
| Počet domů     | 69   | 80   | 82   | 83   | 83   | 83   | 83   | 90   | 90   | 88   | 96   | 101  | 111  | 112  | 120  |

## Politika
V roce 2006 byl zvolen starostou Miloš Dočekal.

### Volby do Poslanecké sněmovny
|       | 2006                | 2010                | 2013                | 2017                | 2021                  |
| ----- | ------------------- | ------------------- | ------------------- | ------------------- | --------------------- |
| 1.    | ČSSD (35,62 %)      | ČSSD (24,21 %)      | ČSSD (30,31 %)      | ANO (26,51 %)       | SPOLU (35,13 %)       |
| 2.    | ODS (21,03 %)       | TOP 09 (21,52 %)    | KDU-ČSL (15,38 %)   | ČSSD (16,27 %)      | ANO (22,07 %)         |
| 3.    | KDU-ČSL (18,45 %)   | ODS (13,9 %)        | KSČM (14,02 %)      | KDU-ČSL (11,62 %)   | Piráti+STAN (12,16 %) |
| účast | 77,15 % (233 z 302) | 73,93 % (224 z 303) | 70,13 % (223 z 318) | 68,91 % (215 z 312) | 73,68 % (224 z 304)   |

### Volby do krajského zastupitelstva
|      | 1.                       | 2.                | 3.                    | účast               |
| ---- | ------------------------ | ----------------- | --------------------- | ------------------- |
| 2000 | 4KOALICE (37,38 %)       | SNK (17,75 %)     | SV (16,82 %)          | 35,94 % (110 z 306) |
| 2004 | KDU-ČSL (28,72 %)        | ODS (26,59 %)     | ČSSD (14,89 %)        | 31,86 % (94 z 295)  |
| 2008 | ČSSD (44,37 %)           | ODS (17,75 %)     | KDU-ČSL (11,83 %)     | 54,34 % (169 z 311) |
| 2012 | ČSSD (33,33 %)           | KSČM (14,46 %)    | KDU-ČSL (13,2 %)      | 53,85 % (167 z 312) |
| 2016 | ČSSD (28,46 %)           | KDU-ČSL (18,24 %) | ANO 2011 (14,59 %)    | 43,99 % (139 z 316) |
| 2020 | ANO (18,66 %)            | ČSSD (16,66 %)    | KDU-ČSL (16 %)        | 48,86 % (150 z 307) |
| 2024 | ODS+TOP 09+STO (27,02 %) | ANO (20,72 %)     | STAN+SNK ED (13,51 %) | 35,29 % (114 z 323) |

### Prezidentské volby
V prvním kole prezidentských voleb v roce 2013 první místo obsadil Miloš Zeman (86 hlasů), druhé místo obsadil Karel Schwarzenberg (33 hlasů) a třetí místo obsadil Jiří Dienstbier (31 hlasů). Volební účast byla 74,76 %, tj. 234 ze 313 oprávněných voličů. V druhém kole prezidentských voleb v roce 2013 první místo obsadil Miloš Zeman (153 hlasů) a druhé místo obsadil Karel Schwarzenberg (76 hlasů). Volební účast byla 73,40 %, tj. 229 ze 312 oprávněných voličů.
V prvním kole prezidentských voleb v roce 2018 první místo obsadil Miloš Zeman (105 hlasů), druhé místo obsadil Jiří Drahoš (67 hlasů) a třetí místo obsadil Pavel Fischer (25 hlasů). Volební účast byla 79,10 %, tj. 246 ze 311 oprávněných voličů. V druhém kole prezidentských voleb v roce 2018 první místo obsadil Miloš Zeman (138 hlasů) a druhé místo obsadil Jiří Drahoš (114 hlasů). Volební účast byla 80,25 %, tj. 252 ze 314 oprávněných voličů.
V prvním kole prezidentských voleb v roce 2023 první místo obsadil Petr Pavel (77 hlasů), druhé místo obsadil Andrej Babiš (61 hlasů) a třetí místo obsadila Danuše Nerudová (55 hlasů). Volební účast byla 76,85 %, tj. 239 ze 311 oprávněných voličů. V druhém kole prezidentských voleb v roce 2023 první místo obsadil Petr Pavel (153 hlasů) a druhé místo obsadil Andrej Babiš (87 hlasů). Volební účast byla 79,47 %, tj. 240 ze 302 oprávněných voličů.

## Osobnosti
- Jiří Joura (1930–2013), kronikář Třebíče, historik